# Tulsa Oilers
A Tulsa Oilers egy amerikai jégkorongcsapat az oklahomai Tulsában. A csapat 2021-es alapításakor a Cental Hockey League-ben játszott egészen a liga 2014-es megszűnéséig. A 2014-15-ös szezon óta az ECHL-ben játszik, azon belül a nyugati főcsoportnak a hegyvidéki divíziójában. A klub a 17 096 férőhelyes BOK Centerben játszik, amiben a National Basketball Associationben játszó Orlando Magic is. A csapat partnerszerződésben áll a National Hockey League-ben szereplő Anaheim Ducks-szal, illetve az American Hockey League-ben szereplő San Diego Gulls-zal.

## Története
A csapatot 1992-ben alapították az abban az évben alapított Central Hockey League csapataként. 

## Helyezések
A csapat ECHL-es szezonjai során a legjobb helyezése a 2018-19-es szezonban elért divíziógyőzelem volt.